# Digalistes
Digalistes is een geslacht van hooiwagens uit de familie Cranaidae.
De wetenschappelijke naam Digalistes is voor het eerst geldig gepubliceerd door Roewer in 1932. 

## Soorten
Digalistes is monotypisch en omvat slechts de volgende soort:
- Digalistes signata